# Match race
Match race es una modalidad de carrera o regata que enfrenta solamente a dos competidores, uno contra otro. Uno vence y otro pierde.
Los dos deportes donde más se practica este tipo de enfrentamientos son la vela y la hípica.

## Vela
La competición más importante que utiliza el sistema de match race es la Copa América. 
En los Juegos Olímpicos de Londres 2012 se introdujo por primera vez el match race, en categoría femenina, utilizando yates Elliott 6m. 
Otra competición importante de match race  es el World Match Racing Tour.
- Datos: Q953136
- Multimedia: Match racing / Q953136